# Idioma nuosu
El nuosu (en nuosu, ꆈꌠ ; romanizado, nuosu ; en chino, 诺苏; pinyin, Nuòsū) también conocido como yi del norte (en chino, 彝语北; pinyin, Yí yǔ běi) o yi de Sichuan (en chino, 四川彝语; pinyin, Sìchuān Yí yǔ) es una lengua yi, considerada como la lengua de prestigio hablada por los Yi; esta lengua ha sido impuesta por el gobierno chino como lingua franca de este pueblo y, como tal, es la única que se enseña en la escuela, tanto de forma oral como en su forma escrita. Es hablado por más de 2 millones de personas y esta cifra parece ir en aumento; 60% solo habla este idioma. Nuosu es el nombre nativo Nuosu/Yi con el que ellos mismos lo nombran y este no es usado en  Mandarín; aunque este puede ser traducido como (nuòsū yǔ 诺苏语), los caracteres Chinos para nuòsū no tienen equivalente.

## Sistema de escritura
El yi clásico es un sistema logográico silábico de 8000 a 10 000 glifos. Aunque similar a la china en función, los glifos son independientes en la forma, con pocos indicios de una relación directa.
La escritura yi moderna (ꆈꌠꁱꂷ nuosu bburma [nɔ̄sū bʙ̝̄mā] «escritura nuosu») es un silabario estandarizado derivado de la escritura clásica en 1974 por el gobierno chino local. Se hizo la escritura oficial de los idiomas yi en 1980. Hay 756 glifos básicos basados en el dialecto de Liangshan, además de 63 para las sílabas que sólo se encuentran en los préstamos chinos.
En 1958, el gobierno chino había introducido un alfabeto basado en el romano para el uso en Yi, basado en la escritura romanizada de Gladstone Porteous de Sayingpan. (Esto fue entonces reemplazado por la escritura Yi.)

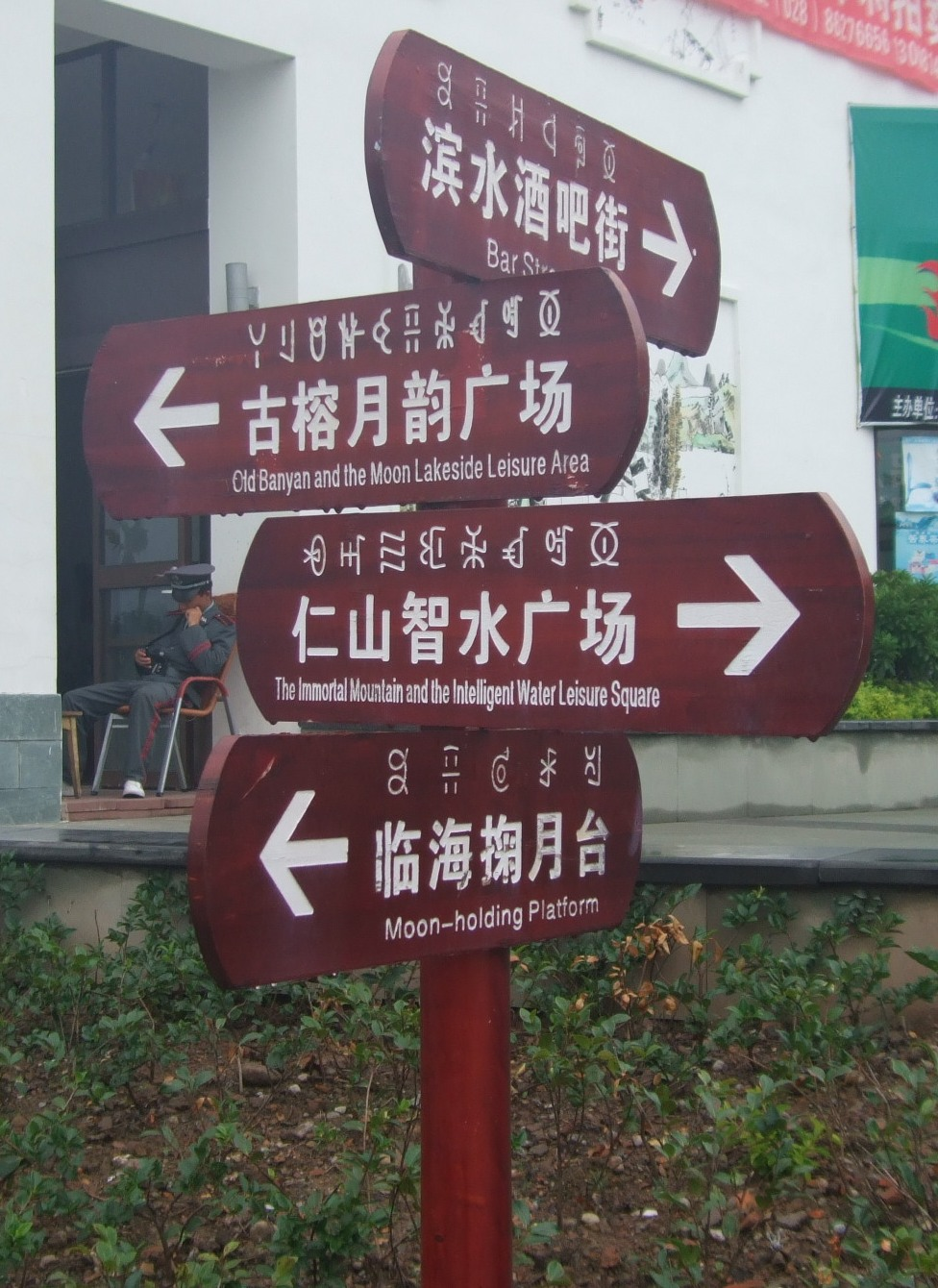
Una señal en un parque público en Xichang, Sichuan, China, mostrando texto en yi moderno, chino e inglés.

## Fonología
Los equivalentes escritos de los fonemas que figuran aquí son «pinyin yi». Para obtener información acerca de la escritura real utilizada consultar la sección anterior titulada «Sistema de escritura».

### Consonantes
|            |                | Labiales | Alveolares | Retroflejas | Palatales | Velares | Glotales |
| ---------- | -------------- | -------- | ---------- | ----------- | --------- | ------- | -------- |
| Nasales    | sonoras        | m /m/    | n /n/      |             | ny /ɲ/    | ng /ŋ/  |          |
| Nasales    | sordas         | hm /m̥/   | hn /n̥/     |             |           |         |          |
| Oclusivas  | prenasalizadas | nb /mb/  | nd /nd/    |             |           | mg /ŋɡ/ |          |
| Oclusivas  | sonoras        | bb /b/   | dd /d/     |             |           | gg /ɡ/  |          |
| Oclusivas  | sordas         | b /p/    | d /t/      |             |           | g /k/   |          |
| Oclusivas  | aspiradas      | p /pʰ/   | t /tʰ/     |             |           | k /kʰ/  |          |
| Africadas  | prenasalizadas |          | nz /ndz/   | nr /ndʐ/    | nj /ndʑ/  |         |          |
| Africadas  | sonoras        |          | zz /dz/    | rr /dʐ/     | jj /dʑ/   |         |          |
| Africadas  | sordas         |          | z /ts/     | zh /tʂ/     | j /tɕ/    |         |          |
| Africadas  | aspiradas      |          | c /tsʰ/    | ch /tʂʰ/    | q /tɕʰ/   |         |          |
| Fricativas | sordas         | f /f/    | s /s/      | sh /ʂ/      | x /ɕ/     | h /x/   | hx /h/   |
| Fricativas | sonoras        | v /v/    | ss /z/     | r /ʐ/       | y /ʑ/     | w /ɣ/   |          |
| Laterales  | sonoras        |          | l /l/      |             |           |         |          |
| Laterales  | sordas         |          | hl /l̥/     |             |           |         |          |

### Vocales
|              | Anteriores | Centrales | Posteriores |
| ------------ | ---------- | --------- | ----------- |
| Cerradas     | i /i/      | y /z̞*/    | u /u/       |
| Semicerradas |            | e /ə/     | o /o/       |
| Semiabiertas | ie /ɛ/     |           | uo /ɔ/      |
| Abiertas     |            | a /a/     |             |

*Identificado con la vocal del mandarín 四 sì «cuatro»

### Tonos
- alto [˥] – escrito -t
- descendiente medio [˧˨] o medio [˧] – escrito -x
- medio [˧] – no escrito
- descendiente medio [˨˩] – escrito -p

### Lectura adicional
- Collective book, Ritual for Expelling Ghosts, A religious Classic of the Yi nationality in Liangshan Prefecture, Sichuan. The Taipei Ricci Institute (November 1998)
- Ma Linying, Dennis Elton Walters, Susan Gary Walters (editors). Nuosu Yi-Chinese-English Glossary. Nationalities Publishing House (2008). ISBN 978-7-105-09050-1/H.638.

- Datos: Q34235
- Multimedia: Nuosu language / Q34235